# Para-choque de via

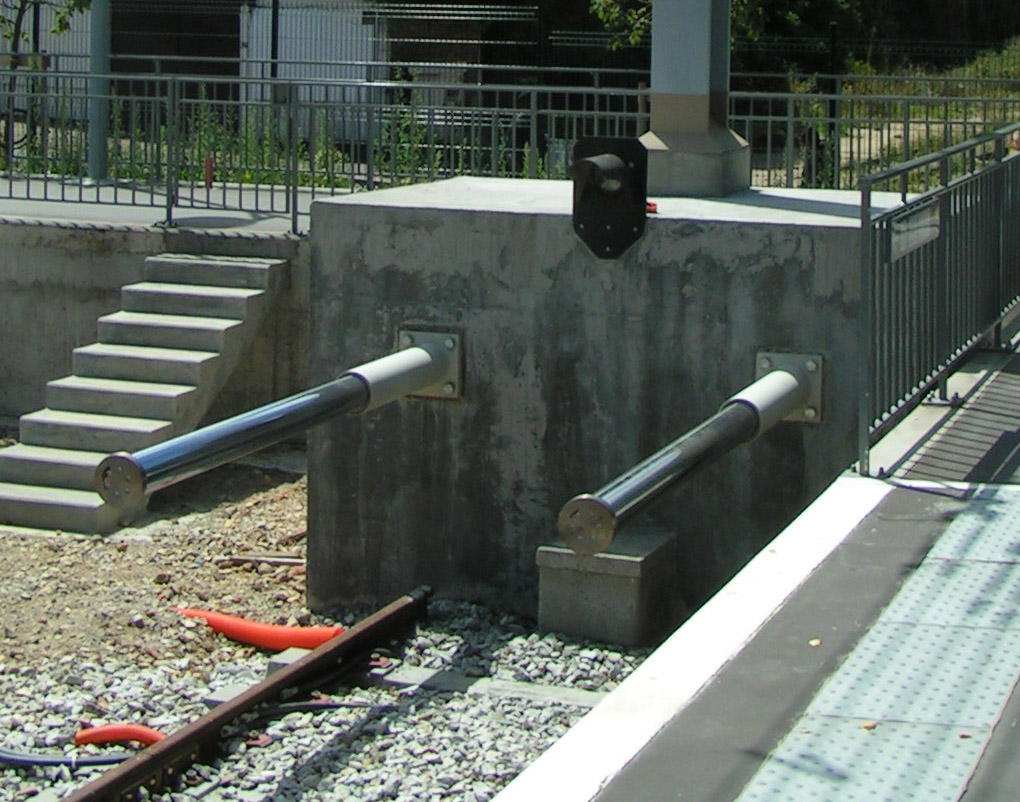
Para-choques com absorção de energia, na França

Para-choque de via é um dispositivo ferroviário colocado no fim da linha que evita que um trem(pt-BR) ou comboio(pt-PT?) colida acidentalmente com uma plataforma ou edifício que esteja por trás 

## Para-choques com absorção de energia
Devido à sua massa, um comboio transfere uma grande quantidade de energia cinética numa colisão com um para-choques de via. Os para-choques rígidos só são seguros quando os combios circulam a uma velocidade reduzida. Para aumentar a eficiência da travagem forçada, é necessário encontrar uma forma de dissipar a energia.